# Oldbury (Shropshire)
Oldbury – wieś w Anglii, w hrabstwie Shropshire. Leży 30 km na południowy wschód od miasta Shrewsbury i 194 km na północny zachód od Londynu.